# Euphorbia piscidermis
Молоча́й чешу́йчатый (лат. Euphórbia piscidermis) ― многолетнее суккулентное растение; вид рода Молочай (Euphorbia) семейства Молочайные (Euphorbiaceae).
Видовой эпитет лат. piscidermis означает «рыбья чешуя» и дан по внешнему виду растения.

## Морфология

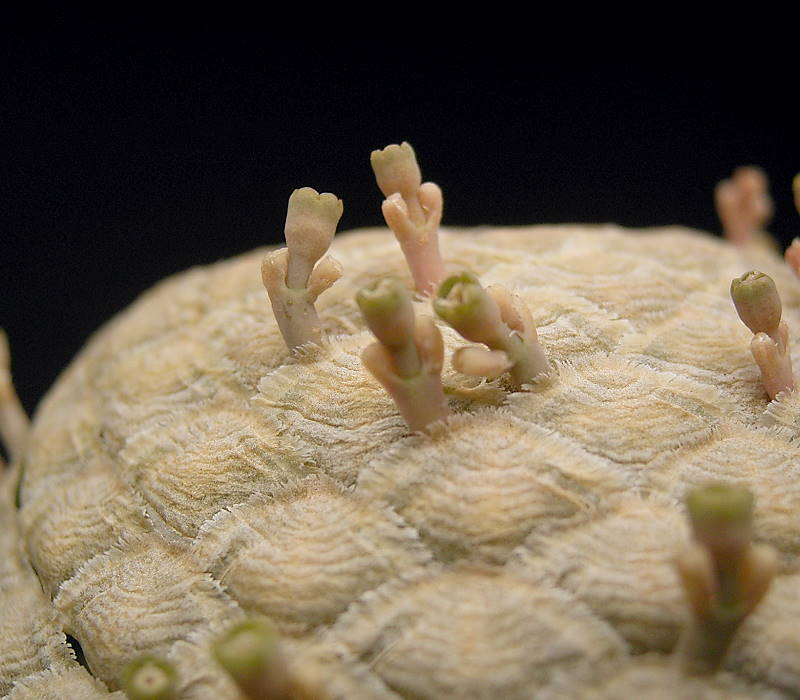
Циатии

Маленький суккулентный молочай, покрытый характерной «рыбьей чешуёй», похожий также иногда на маленький мяч для гольфа. Он может немного ветвиться.
Ствол 12 см высотой, 7 см в диаметре, покрытый внахлёст придатками с белыми вставками наподобие рыбьей чешуи.

## Распространение
Африка: Эфиопия.
Растёт на высоте около 1000 м над уровнем моря.

## Практическое использование
Разводится в домашних условиях как комнатное растение, но его очень трудно вырастить в домашних условиях на своих собственных корнях. Обычно его прививают на другие виды молочая, например на Euphorbia canariensis молочай канарский или на Euphorbia resinifera молочай смолоносный.

### Таксономическая таблица
|  |                                      |  |                                                             |                                                             |                      |  | ещё 36 семейств (согласно Системе APG II), в том числе Маковые | ещё 36 семейств (согласно Системе APG II), в том числе Маковые |                         |  |  |  | ещё ≈2000 видов |
|  |                                      |  |                                                             |                                                             |                      |  | ещё 36 семейств (согласно Системе APG II), в том числе Маковые | ещё 36 семейств (согласно Системе APG II), в том числе Маковые |                         |  |  |  | ещё ≈2000 видов |
|  |                                      |  |                                                             | порядок Мальпигиецветные                                    |                      |  |                                                                |                                                                | род Молочай (Euphorbia) |  |  |  |                 |
|  |                                      |  |                                                             | порядок Мальпигиецветные                                    |                      |  |                                                                |                                                                | род Молочай (Euphorbia) |  |  |  |                 |
|  | отдел Цветковые, или Покрытосеменные |  |                                                             |                                                             | семейство Молочайные |  |                                                                |                                                                | вид Молочай чешуйчатый  |  |  |  |                 |
|  | отдел Цветковые, или Покрытосеменные |  |                                                             |                                                             | семейство Молочайные |  |                                                                |                                                                |                         |  |  |  |                 |
|  |                                      |  | ещё 44 порядка цветковых растений (согласно Системе APG II) | ещё 44 порядка цветковых растений (согласно Системе APG II) |                      |  |                                                                | ещё >300 родов                                                 | ещё >300 родов          |  |  |  |                 |
|  |                                      |  |                                                             | ещё 44 порядка цветковых растений (согласно Системе APG II) |                      |  |                                                                |                                                                | ещё >300 родов          |  |  |  |                 |